# Moreilles
Moreilles é uma comuna francesa na região administrativa da Pays de la Loire, no departamento de Vendéia. Estende-se por uma área de 19,68 km². Em 2010 a comuna tinha 421 habitantes (densidade: 21,4 hab./km²).